# Squadra cilena di Fed Cup
La squadra cilena di Fed Cup rappresenta il Cile nella Fed Cup, ed è posta sotto l'egida della Federación de Tenis de Chile.
Essa partecipa alla competizione dal 1968, facendo parte del Gruppo Mondiale in una sola occasione, nel 1978.
Nel 2011 le cilene sono retrocesse al Gruppo II della zona Americana.

## Risultati
| = Incontro del Gruppo Mondiale |

### 2010-2019
| Anno | Turno                         | Data       | Sede                  | Avversario | Punteggio | Esito     |
| ---- | ----------------------------- | ---------- | --------------------- | ---------- | --------- | --------- |
| 2010 | Gruppo I, Fase a gironi       | 3 febbraio | Lambaré (PRY)         | Paraguay   | 1 – 2     | Sconfitta |
| 2010 | Gruppo I, Fase a gironi       | 4 febbraio | Lambaré (PRY)         | Colombia   | 1 – 2     | Sconfitta |
| 2010 | Gruppo I, Fase a gironi       | 5 febbraio | Lambaré (PRY)         | Bolivia    | 2 – 1     | Vittoria  |
| 2010 | Gruppo I, Play-out            | 6 febbraio | Lambaré (PRY)         | Cuba       | 3 – 0     | Vittoria  |
| 2011 | Gruppo I, Fase a gironi       | 2 febbraio | Buenos Aires (ARG)    | Brasile    | 1 – 2     | Sconfitta |
| 2011 | Gruppo I, Fase a gironi       | 3 febbraio | Buenos Aires (ARG)    | Colombia   | 0 – 3     | Sconfitta |
| 2011 | Gruppo I, Fase a gironi       | 4 febbraio | Buenos Aires (ARG)    | Messico    | 2 – 1     | Vittoria  |
| 2011 | Gruppo I, Play-out            | 5 febbraio | Buenos Aires (ARG)    | Bolivia    | 1 – 2     | Sconfitta |
| 2012 | Gruppo II, Fase a gironi      | 17 aprile  | Guadalajara (MEX)     | Messico    | 3 – 0     | Vittoria  |
| 2012 | Gruppo II, Fase a gironi      | 18 aprile  | Guadalajara (MEX)     | Porto Rico | 2 – 1     | Vittoria  |
| 2012 | Gruppo II, Fase a gironi      | 19 aprile  | Guadalajara (MEX)     | Uruguay    | 3 – 0     | Vittoria  |
| 2012 | Gruppo II, Fase a gironi      | 20 aprile  | Guadalajara (MEX)     | Costa Rica | 3 – 0     | Vittoria  |
| 2012 | Gruppo II, Playoff promozione | 21 aprile  | Guadalajara (MEX)     | Guatemala  | 2 – 0     | Vittoria  |
| 2013 | Gruppo I, Fase a gironi       | 6 febbraio | Medellín (COL)        | Brasile    | 0 – 3     | Sconfitta |
| 2013 | Gruppo I, Fase a gironi       | 7 febbraio | Medellín (COL)        | Paraguay   | 0 – 3     | Sconfitta |
| 2013 | Gruppo I, Fase a gironi       | 8 febbraio | Medellín (COL)        | Messico    | 0 – 2     | Sconfitta |
| 2013 | Gruppo I, Play-out            | 9 febbraio | Medellín (COL)        | Venezuela  | 1 – 2     | Sconfitta |
| 2014 | Gruppo II, Fase a gironi      | 10 aprile  | Humacao (PUR)         | Bahamas    | 3 – 0     | Vittoria  |
| 2014 | Gruppo II, Fase a gironi      | 11 aprile  | Humacao (PUR)         | Porto Rico | 2 – 1     | Vittoria  |
| 2014 | Gruppo II, Playoff promozione | 12 aprile  | Humacao (PUR)         | Costa Rica | 2 – 0     | Vittoria  |
| 2015 | Gruppo I, Fase a gironi       | 4 febbraio | San Luis Potosí (MEX) | Colombia   | 1 – 2     | Sconfitta |
| 2015 | Gruppo I, Fase a gironi       | 5 febbraio | San Luis Potosí (MEX) | Brasile    | 0 – 3     | Sconfitta |
| 2015 | Gruppo I, Play-out            | 7 febbraio | San Luis Potosí (MEX) | Bolivia    | 0 – 2     | Sconfitta |